# Дьяков, Сергей Васильевич
Сергей Васильевич Дьяков (26 марта 1939, Балашов, Саратовская область — 24 августа 2016, Москва) — советский и российский деятель спецслужб, генерал-лейтенант, доктор юридических наук, профессор, начальник Академии Министерства безопасности РФ (1992—1993), Заслуженный деятель науки Российской Федерации.

## Биография
С 1958 года, после окончания Сталинградского машиностроительного техникума, служил срочную службу в Советской армии. С 1962 года, после окончания Ленинградского военно-инженерного училища им А. А. Жданова — в органах государственной безопасности СССР. С 1964 года, после окончания Новосибирских высших курсов военной контрразведки, служил в особых отделах частей РВСН.
В 1969 году заочно окончил юридический факультет Казанского государственного университета. С 1971 года — аспирант Высшей школы КГБ СССР им. Ф. Э. Дзержинского. С 1974 года — доцент, с 1978 года — начальник кафедры уголовного права и уголовного процесса, с 1980 года — начальник кафедры уголовного право, уголовного процесса и криминалистики (СК-21) Высшей школы КГБ СССР им. Ф. Э. Дзержинского. До 1989 года являлся начальником факультета повышения квалификации руководящего состава и специалистов (ФК-5), заместителем начальника Высшей школы КГБ СССР им. Ф. Э. Дзержинского.
С 1989 года — помощник председателя КГБ СССР В. А. Крючкова. С 1992 года — начальник Академии Министерства безопасности РФ. С 1994 года — начальник Договорно-правового управления ФСК — ФСБ. С 2002 года — председатель Совета директоров ОАО «Военно-страховой компании».
С 2005 года — профессор Московского государственного технического университета им. Н. Э. Баумана и Академии ФСБ РФ.

## Звания
- Заслуженный деятель науки Российской Федерации
- Почётный сотрудник госбезопасности